# Don McGahn
Donald F. "Don" McGahn II, född 16 juni 1968 i Atlantic City, New Jersey, är en amerikansk jurist och republikansk politiker. Mellan den 20 januari 2017 och 17 oktober 2018 var McGahn juridisk rådgivare åt USA:s president Donald Trump.

## Karriär
McGahn avlade kandidatexamen i historia vid University of Notre Dame 1991 och därefter avlade han juristexamen vid Widener University 1994. Efter juristexamen arbetade McGahn på advokatbyrån Jones Day i Washington D.C.
McGahn var en av få inom det republikanska partiet som tidigt under primärvalssäsongen av presidentvalet i USA 2016 gav kandidaten Donald Trump sitt stöd. Trump vann senare presidentvalet och den 25 november 2016 utsåg den tillträdande presidenten McGahn som sin juridiska rådgivare i Vita huset. Trumps kabinett tillträdde den 20 januari 2017.
I januari 2018 rapporterade The New York Times att  presidenten i juni 2017 bad McGahn att instruera det högsta tjänstemännen i justitieavdelningen att avskeda Robert Mueller, och att McGahn vägrade, istället hotade McGahn att avgå. Han lämnade sin post 17 oktober 2018.